# Chiesa di Sant'Antonio Abate (Costarainera)
La chiesa di Sant'Antonio abate è un luogo di culto cattolico situata in Regione Sotto nel comune di Costarainera, in provincia di Imperia. La chiesa è sede della parrocchia omonima del vicariato di Levante e Valle Argentina della diocesi di Ventimiglia-San Remo.

## Storia e descrizione
Forse costruita dai benedettini tra il XII o XIII secolo, e successivamente rimaneggiata, sorge in una spettacolare posizione panoramica sul crinale di una collina che vede da una parte il mare e dall'altra l'entroterra, ed è parte di un recinto chiuso che ha sul retro un cimitero. La chiesa, in stile romanico, presenta un portale gotico del XIV secolo.
L'interno, a tre navate, ha una rara e caratteristica parete di divisione posta a metà della navata centrale e decorata da maioliche spagnole del XVI secolo, ed uno stupendo fonte battesimale, scolpito in un unico blocco di pietra e datato XIV secolo. La chiesa conserva ancora parte della originaria pavimentazione a lastroni, così come le colonne in pietra parzialmente incorporate in pilastri di costruzione successiva.
La porta del campanile è sormontata da un architrave in pietra nera, con un Ecce Homo del XV secolo.